# Wayne County (Georgia)
Wayne County is een county in de Amerikaanse staat Georgia.
De county heeft een landoppervlakte van 1.670 km² en telt 26.565 inwoners (volkstelling 2000). De hoofdplaats is Jesup.